# Егошин, Гаврил Гаврилович
Гаври́л Гаври́лович Его́шин (7 апреля 1906, дер. Старые Благородны, Царевококшайский уезд, Казанская губерния, Российская империя ― 20 сентября 1968, Истринский район, Московская область, РСФСР, СССР) ― советский военачальник. В годы Великой Отечественной войны – командир 634 гаубичного артиллерийского полка 162 стрелковой дивизии Харьковского военного округа и 11 миномётной бригады 12 артиллерийской дивизии прорыва 69 армии на 1-м Белорусском фронте. Гвардии полковник (1943). Член ВКП(б) с 1939 года.

## Биография
Родился 23 марта 1906 года в дер. Старые Благородны ныне Новоторъяльского района Марий Эл. Окончил школу II ступени, был заведующим Дубовлянской начальной школой в родном районе.
В ноябре 1931 года из Перми призван в РККА. Окончил артиллерийскую школу, офицер штаба Харьковского военного округа. В 1939 году вступил в ВКП(б). Участник Великой Отечественной войны: командир 634 гаубичного артиллерийского полка 162 стрелковой дивизии Харьковского военного округа и 11 миномётной бригады 12 артиллерийской дивизии прорыва 69 армии на 1-м Белорусском фронте, майор, в 1943 году ― гвардии полковник. Участник обороны Москвы, освобождения Польши и Германии. Демобилизовался с военной службы 16 мая 1955 года.
В годы войны и последующей военной службы награждён орденами Красного Знамени (1942, 1944, 1945 ― дважды, 1951), Отечественной войны I степени (1943), Суворова II степени (1945), Кутузова II степени (1944), Красной Звезды (1946) и боевыми медалями, в том числе медалями «За боевые заслуги» (1943), «За оборону Москвы» (1944, трижды) и другими.
Умер 20 сентября 1968 года в Истринском районе Московской области.

## Боевые награды
- Орден Красного Знамени (02.08.1942, 14.08.1944, 14.01.1945, 23.03.1945, 19.11.1951)[6][7][8][9][8]
- Орден Отечественной войны I степени (31.08.1943)[10]
- Орден Суворова II степени (31.05.1945)[11]
- Орден Кутузова II степени (18.11.1944)[12]
- Орден Красной Звезды (05.11.1946)[13]
- Медаль «За боевые заслуги» (03.11.1944)[14]
- Медаль «За оборону Москвы» (01.05.1944, 17.11.1944, 27.11.1944)[15][16][17]
- Медаль «За взятие Берлина» (25.12.1945)[18]
- Медаль «За освобождение Варшавы» (09.06.1945)
- Медаль «За победу над Германией в Великой Отечественной войне 1941―1945 гг.» (09.05.1945, 1945)[19][20]